# Arávalí
Arávalí (doslova „řada vrcholků“) je pohoří v západní Indii a východním Pákistánu o délce přibližně 800 km vedoucí ze severovýchodu přes indické státy Rádžasthán, Harijána a Gudžarát a pákistánské provincie Paňdžáb a Sindh. Také se někdy nazývá Mewatské vrchy.

## Popis
Na severním konci pohoří pokračuje dále jako samostatné kopce a skalnaté vyvýšeniny do indického státu Harijána a končí poblíž Dillí. Na jihu pohoří končí u Palanpuru poblíž Ahmadábádu. Jen málo hor je vyšších než 1000 metrů, nejvyšším vrcholem je Guru Shikhar u města Mount Abu. Ten šplhá do výšky 1722 metrů. V Rádžasthánu se pohoří téměř dotýká Udajpuru a zde z pohoří také stéká několik řek, především Banas, Luni, Sakhi a Sabarmati.
Pohoří vzniklo v prekambrickém období během tzv. Aralsko-Dillské orogeneze. Pohoří spojilo dva starší útvary, čímž vznikl stabilní Indický štít (kraton).

## Těžba v pohoří Arávalí
Pohoří je poměrně bohaté na minerální zdroje, takže zažilo roky nelegální těžby, která vedla k erozi v Rádžasthánu a Harijány. Z tohoto vývoje plyne výrazné ekologické nebezpečí, protože pohoří účinkuje jako přirozená bariéra proti rozšiřování Thárské pouště.
V květnu 2009, po měsících veřejných protestů a za podpory ekologických hnutí, zakázal nejvyšší soud těžbu v oblasti o rozloze 448 km², která byla původně určena pro národní park. Tomuto rozhodnutí předcházel dřívější rozsudek v roce 1994, který za přísných podmínek povolil omezenou těžbu na principu obnovení přírodních zdrojů. Tyto podmínky byly nicméně často porušovány. Navzdory tomu zůstává v pohoří mnoho nelegálních dolů, zejména v Rádžasthánu.